# سداسي فلوريد السيلينيوم
سداسي فلوريد السيلينيوم هو مركب لاعضوي صيغته SeF6، ويوجد على شكل غاز عديم اللون، وهو مركب شديد السمية.

## التحضير
يحضر المركب من التفاعل المباشر بين العنصرين المكونين الفلور والسيلينيوم:
{\displaystyle {\ce {Se + 3 F2 -> SeF6}}}

## الخواص
يوجد المركب في الشروط القياسية على شكل غاز عديم اللون، وله رائحة منفرة. يصنف سداسي فلوريد السيلينيوم ضمن المركبات شديدة السمية، حتى في تراكيز منخفضة.

## الاستخدامات
لا توجد تطبيقات عملية للمركب في الحياة اليومية.